# 화남 사범대학 부속중학 난하이 실험고급중학
화남 사범대학 부속중학 난하이 실험고급중학(중국어 간체자: 华南师范大学附属中学南海实验高级中学, 정체자: 華南師範大學附屬中學南海實驗高級中學, 병음: Huánán Shīfàn Dàxué Fùshǔ Zhōngxué Nánhǎi Shíyàn Gāojí Zhōngxué 후아난시반따수애부수쫑수애난하이시얜가우지쫑수애[*])은 중화인민공화국 포산 시 난하이 구에 있는 혼성 고등학교이다.
현지에서는 화사부중 난하이실험고중(華師附中南海實驗高中), 난하이화부(南海華附), 화부(華附), 화하이(華海) 등으로 불리기도 하며.

## 역사
2002년 화남 사범대학 부속중학(華南師範大學附屬中學)과 귀층 투자 발전 공사(桂城投資發展公司)와 난하이구 교육국에 의해 화남 사범대학 부속중학 난하이 실험고급중학으로서 개교했다.

## 반급분류
보통반
중불(프랑스)반
중한반
중호(주)반
중영(국)반
유럽-미국명교독색반
중국-캐나다반
국제항공예과반

## 자치기구
학생회
학생대표대회
학생 숙사 자주관리위원회
교사대표대회

## 비공식 교가
그 시절, 우리같이 먹했던 외매(중국어 간체자: 那些年，我們一起喫的外賣).